# Relations entre l'Italie et le Japon
Les Relations entre l'Italie et le Japon sont l'une des relations les plus étroites existantes. Elles s'étendent du XVIe siècle à aujourd'hui. L'Italie et le Japon ont quasiment toujours été alliés dans les guerres. 
- En 1582, des daimyos catholiques romains japonais envoient l'ambassade Tenshō au pape Grégoire XIII.
- En 1899, les deux pays expédient des armées pour sauver leurs ressortissants en Chine (Rébellion des Boxers).
- Durant la Première Guerre mondiale, ils se sont alliés et ont lutté contre l'Allemagne.
- En 1919, l'Italie a appuyé la proposition japonaise du Principe de l'égalité des races contrairement aux grandes puissances.
- Durant l'Intervention en Sibérie, ils se sont alliés et ont lutté contre les communistes.
- En 1940, ils ont fait partie des puissances de l'Axe (pacte tripartite). Pour autant après le renversement de Mussolini et l’expulsion des forces de l’Axe du pays l’Italie déclare la guerre au Japon à la mi-Juillet 1945.

## Source de la traduction
- (en) Cet article est partiellement ou en totalité issu de l’article de Wikipédia en anglais intitulé « Italy–Japan relations » (voir la liste des auteurs).